# امرأة عجوز بشعة (لوحة)
اِمرأة عَجُوز بَشِعَة (بالهولندية: Een groteske oude vrouw) هي بورترية ساخرة بريشة الفنان الفلمنكي كوينتين ماتسيس حوالي عام 1513. يصور العمل امرأة عجوز بشعة ذات جلد متجعد وثدي ذابل. ترتدي غطاء الرأس الأرستقراطي ذو القرون، والذي خرج عن الموضة بحلول وقت رسم اللوحة، وتمسك بيدها اليمنى زهرة حمراء (رمز الخطوبة)، مما يشير إلى أنها تحاول جذب الخاطب. ومع ذلك، فقد تم وصفه بأنه برعم «من المحتمل ألا يزهر أبدًا». تعتبر أللوحة من أشهر أعمال ماتسيس. كان يُعتقد منذ فترة طويلة أن اللوحة مشتقة من عمل مفترض مفقود لرسام عصر النهضة لليوناردو دافنشي، على أساس تشابهها اللافت مع رسم كاريكاتوري للرؤوس يُنسب عادة إلى الفنان الإيطالي. ومع ذلك، يُعتقد الآن أن رسوم ليوناردو دافنشي الكاريكاتورية تستند إلى عمل ماتسيس وليس العكس، فقد عروف ماتسيس بتبادله للرسومات مع ليوناردو.
تأثير أدبي محتمل للعمل هو مقالة للفيلسوف الهولندي إيراسموس بعنوان «في مدح الحماقة» (1511)، الذي يسخر فيه من النساء اللواتي «ما زلن يلعبن دور الشباب»، بحيث يقول «لا يمكن أن يبعدن أنفسهن بعيدًا عن مراياهن» و «لا يترددن في إظهار صدورهن الذابلة البغيضة». غالبًا ما تم التعرف على المرأة التي تمثل نموذج العمل على أنها الكونتيسة مارغريت، كونتيسة تيرول، والتي ادعى أعداؤها أنها قبيحة؛  ومع ذلك، فقد ماتت قبل 150 عامًا من رسم اللوحة. اللوحة الآن ضمن مجموعة المعرض الوطني في لندن. 
يُعتقد أن أللوحة هي مصدر الرسوم التوضيحية لجون تينيل عام 1869 للدوقة في مغامرات أليس في بلاد العجائب. تكهن مقال نُشر عام 1989 في المجلة الطبية البريطانية أن ألمرأة التي يصورها العمل ربما عانت من مرض باجيت،  بحيث يؤدي المرض إلى تضخم عظام الضحية وتتشوهها. تم تقديم اقتراح مماثل من قبل مايكل بوم، الأستاذ الفخري للجراحة في جامعة لندن.

## الوصف
رسم اتللوحة بالزيت على لوح من خشب البلوط، يظهر في أللوحة امرأة عجوز مصورة بملامح مبالغ فيها. لديها أنف قصير مع فتحتي أنف مقلوبتين. شفتها العليا ممدودة وفمها رقيق ومقرص. يتدلى جلد خديها ورقبتها وفكها على وجهها. ما تبقى من جلدها مجعد ومتحفز، ولديها ثؤلول على الجانب الأيمن من وجهها. شعرها الخفيف، المخفي بغطاء رأس مقرن، مغمور خلف أذنين بارزتين. على الرغم من مظهرها الذي يبدو «قبيحًا»، إلا أنها ترتدي أزياء أرستقراطية أكثر ارتباطًا بشبابها بدلاً من سنها المتقدم. ملابسها هي تكيف مع الموضة البورغندية التقليدية، والتي كانت شائعة بين 1400-1500. بحلول الوقت الذي أكمل فيه ماتسيس هذا العمل، في عام 1513 ، كانت فترة هذا النمط من اللباس قد انتهى بالفعل. ترتدي فستانها، مع مقدمة مشدودة بإحكام، ثدييها المتجعدين إلى ما بعد معايير الملاءمة لتلك الفترة. أكتافها مغطاة بحجاب أبيض يتدلى من غطاء رأسها المقرن. وهي مزينة بالورود ومزخرفة بزخرفة كبيرة من الذهب واللؤلؤ. ملابسها الجميلة، ولكن عتيقة الطراز، تشير إلى أنها كانت امرأة ثرية. بالإضافة إلى أنها تحمل زهرة حمراء في يدها اليمنى. في وقت من الأوقات، كانت الزهرة الحمراء ترمز إلى الخطوبة أو المغازلة. مع ميزاتها القبيحة وعمرها المتقدم، تضيف هذه الزهرة الحمراء فقط إلى الطبيعة الساخرة لعمل ماتسيس. 

### التحليل الفني

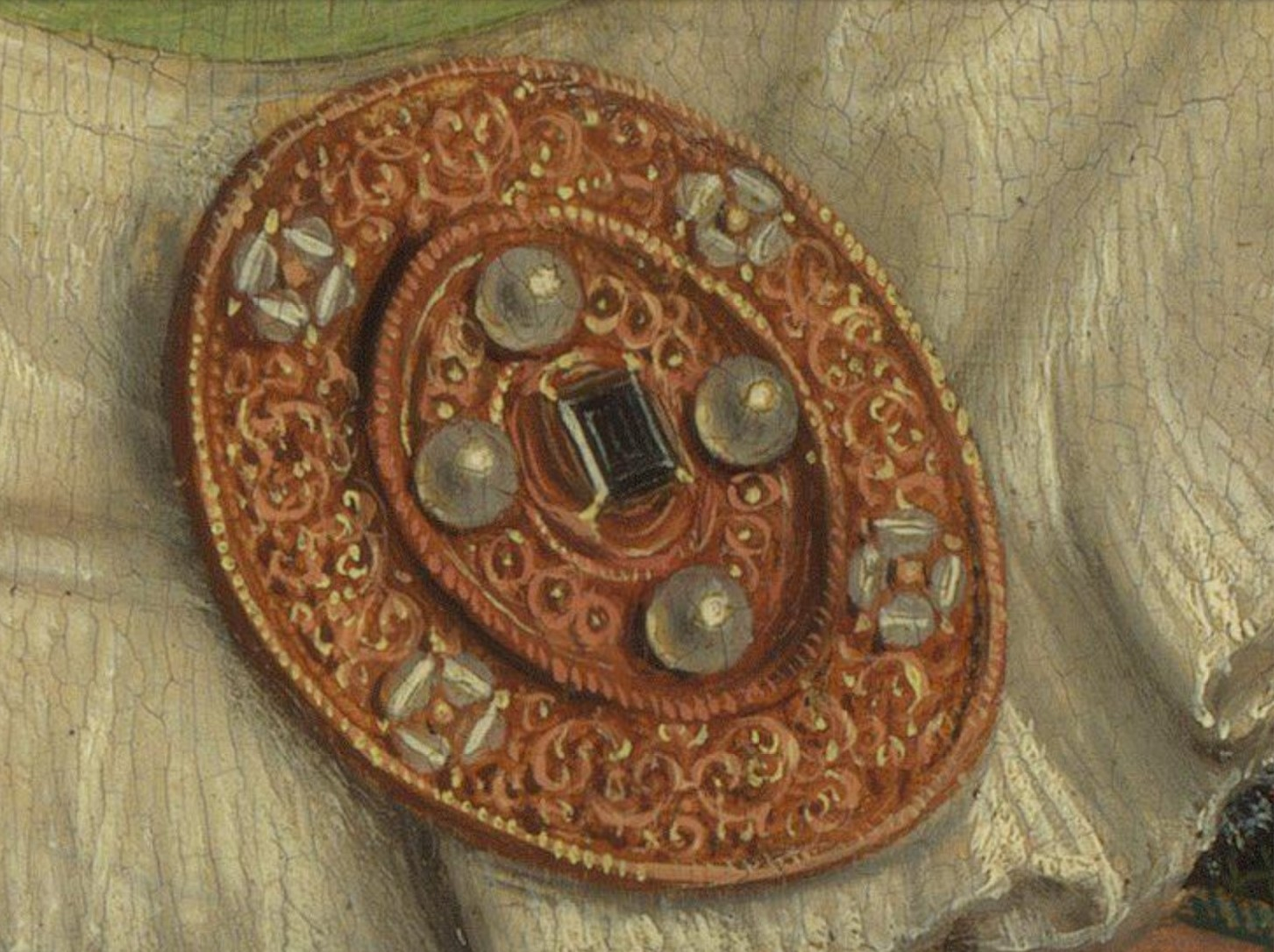
لقطة مقربة مفصلة لبروش الزينة المميز في لوحة ماتسيس. يُظهر عمل الفرشاة الدقيقة والألوان ذات الطبقات.

تعكس تقنية الرسم في اللوحة أسلوب ماتسيس بحيث تشبة البولترية أعماله الأخرى. يتم عمل الدهان في العديد من اماكن اللوحة بدرجات مختلفة. يستخدم ماتسيس بشكل شائع الريش لتنعيم ومزج انتقالات اللون. تم رسم الشعر بالقرب من أذن الدوقة اليمنى والتطريز على سوارها الأيمن باسلوب سغرافيتو (تقنية يتم إجراؤها عن طريق خدش طبقة من الطلاء المبلل لإظهار الطبقات الأساسية). حقق ماتسيس المظهر غير المتكافئ لجسدها من خلال وضع طبقات من اللون الوردي الأساسي مع نقاط حمراء وبيضاء وبقع متفرقة. يُظهر ماتسيس اهتمامًا أدق بالتفاصيل من خلال عمله بالفرشاة عند النظر إلى بروش الزينة. يوجد في البروش خمس درجات على الأقل من البني والبرتقالي والوردي والأصفر لتحقيق درجة اللون الذهبي. 

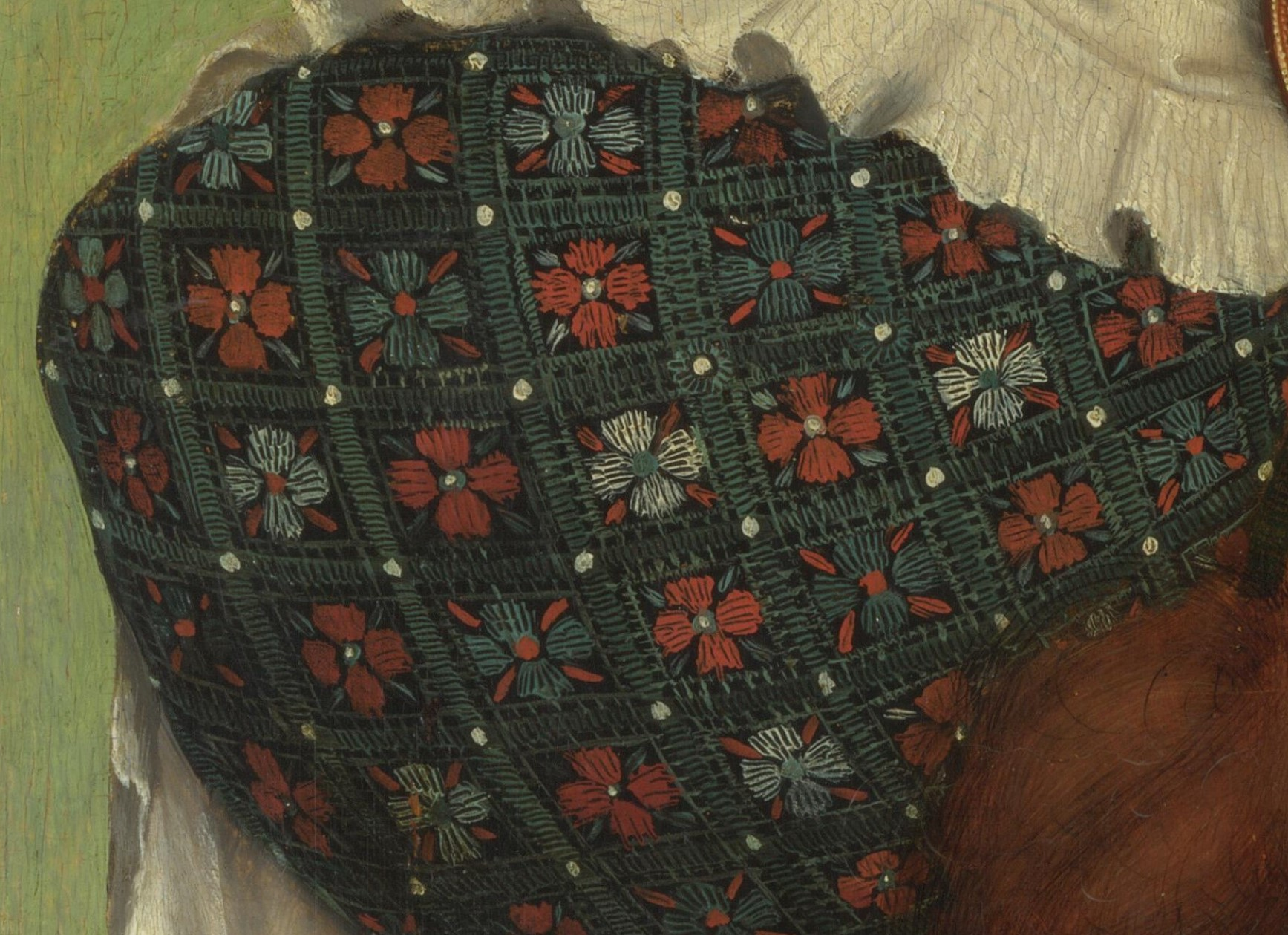
لقطة مقرّبة مفصلة لغطاء الرأس ذي القرون في لوحة ماتسيس. أنتجت باستخدام اسلوب سغرافيتو (تقنية يتم إجراؤها عن طريق خدش طبقة من الطلاء المبلل لإظهار الطبقات الأساسية).

يوضح تحليل الأشعة تحت الحمراء للوحة أن الوجه قد تم رسمه بعناية شديدة، في حين أن الملابس والعناصر الأخرى كانت أكثر حرية وأكثر سطحية. بالنسبة للوجه، ربما اتبع ماتسيس الرسم الأولي بعناية ولكنه قام بالعديد من التغييرات لاحقاً. رسم العينين مرتين، وحركهما أعلى قليلاً وإلى اليمين. ثم قام بتقليل المظهر النهائي للذقن والرقبة والأذن اليمنى، ويمكن رؤيته من خلال مقارنة الطلاء بالرسم السفلي. تغيير آخر بين الرسم السفلي والطلاء هو الكتف الأيمن وكلتا اليدين، والتي تم تحريكها ووضعها بشكل مختلف. 
رسم ماتسيس قرني غطاء الرأس بطرق مختلفة. على اليمين، تم صنع خطوط القرن بواسطة اسلوب سغرافيتو (تقنية يتم إجراؤها عن طريق خدش طبقة من الطلاء المبلل لإظهار الطبقات الأساسية). بحيث أزال الأحمر والأبيض والأزرق ليكشف عن الطبقة السوداء تحتها. القرن على اليسار، استخدم ماتسيس الطريقة العكسية. قام بتطبيق الطلاء الأسود فوق طبقة متعددة الألوان. على الرغم من أن العمل يُنسب إلى حد كبير إلى ماتسيس، إلا أنه كان لديه مجموعة من المساعدين الذين يساعدونه. يمكن أن تُعزى التناقضات والتغييرات في الطريقة إلى عمل مساعدين مختلفين، أو ربما تعكس تغييرًا في الأسلوب من قبل ماتسيس نفسه.

## التفسير

### هجاء
عادة ما يتم تفسير اللوحة على أنها عمل هجائي. المرأة التي يتم تصويرها ترتدي أرقى الملابس، وتحمل زهرة حمراء ترمز إلى الخطوبة. إنها لائقة لتمثيل الشباب، لكن مظهرها الغريب يجعل ذلك مستحيلاً. يعتبر الخبراء اليوم محاولة ماتسيس للتهكم على الثقافة المادية. خاصة في افتراس كبار السن أو المهووسين بالحفاظ على المظهر الشبابي. ظهورها يدفع الجمهور للنظر في العلاقة بين الجمال الداخلي والخارجي. ظاهريًا، بناءً على فستانها الرائع، والإكسسوارات المرصعة بالجواهر، والزهرة الناشئة، كانت هذه المرأة جميلة نظريًا. ومع ذلك، فإن جمالها الداخلي ينعكس في مظهرها الجسدي المبالغ فيه والمزعج. نراجع أيضًا مقال إيراسموس في في مدح الحماقة (1511)، الذي يسخر من النساء اللواتي «ما زلن يلعبن دور الشباب»، و «لا يمكن أن يبعدن أنفسهن بعيدًا عن المرآة» و «لا يترددن في إظهار صدورهن الذابلة البغيضة». مع تاريخ الانتهاء من رسم اللوحة المقدّر بـ 1513 ، من المحتمل جدًا أن تكون مقالة إيراسموس قد أثرت على ماتسيس.

### الحالة الطبية:مرض باجيت
في عام 1877 لاحظ السير جيمس باجيت اضطرابًا طبيًا حيث أصبحت العظام ملتهبة ومشوهة. صاغ رسميًا حالة «التهاب العظم المشوه»، ولكن بحلول نهاية القرن أصبح يُعرف باسم مرض باجيت. على الرغم من أن التحديد الرسمي للمرض لم يكن موجودًا حتى عام 1877 ، إلا أن هناك روايات تشير إلى وجوده لفترة أطول. يستخدم العلماء الآن لوحة «امرأة عجوز بشعة لإظهار» كدليل أن المرض كان موجودًا في وقت مبكر من القرن السادس عشر. مقال نُشر عام 1989 في المجلة الطبية البريطانية وأستاذ الجراحة الفخري في جامعة لندن، مايكل بوم قدم أيضًا تكهنات حول تشخيص الدوقة بمرض باجيت. بينما يركز الكثير من النقاش حول مرض باجيت على التمثيل المادي للحالة، تقترح الباحثة سارة نيومان أن أللوحة توفر أيضًا نظرة ثقافية حول كيفية النظر إلى الإعاقة في القرن السادس عشر. تجادل بأن أللوحة تعكس انتقالًا ثقافيًا من نموذج سابق للإعاقة، حيث تم تصويرها عادةً على أنها متطرفة أو غير طبيعية، إلى نموذج أكثر شيوعًا، وهو نموذج يصور الأفراد المنخرطين في أنشطة تجارية أو شخصية يومية لا تصدم المشاهد على أنها غير طبيعية بشكل استثنائي. تساهم دراسة نيومان في فهم ماتسيس والتقاليد الاستعارية والبورتريه الهولندية الأوسع نطاقاً، وتوضح قيمة التمثيلات التاريخية في الدراسة الأوسع للإعاقة.
يتبع كتاب المؤرخ جريتشن إي هندرسون «القبح: تاريخ ثقافي» خطًا مشابهًا من المناقشة، لكنه يركز على تفسير الإعاقة في العمل الفني. يقدم هندرسون فكرة أن التركيز على الإعاقة يصبح تفسير الدوقة القبيحة أكثر تعاطفاً بدلاً من دراسة ساخرة. بصفتها مصابة بمرض باجيت، لم تعد المرأة تبدو وكأنها أحمق ممسكة بزهرة حمراء لن تتفتح أبدًا، ولكنها ضحية لظروف مؤسفة. تعتمد هذه التفسيرات البديلة على افتراض أن ماتسيس قد استخدم نموذجًا حيًا لهذه أللوحة. في حين تم اقتراح العديد من الهويات المحتملة للمرأة، إلا أن أيا منها غير مقنع.

## التأثير

### كوينتين ماتسيسوليوناردو دافنشي

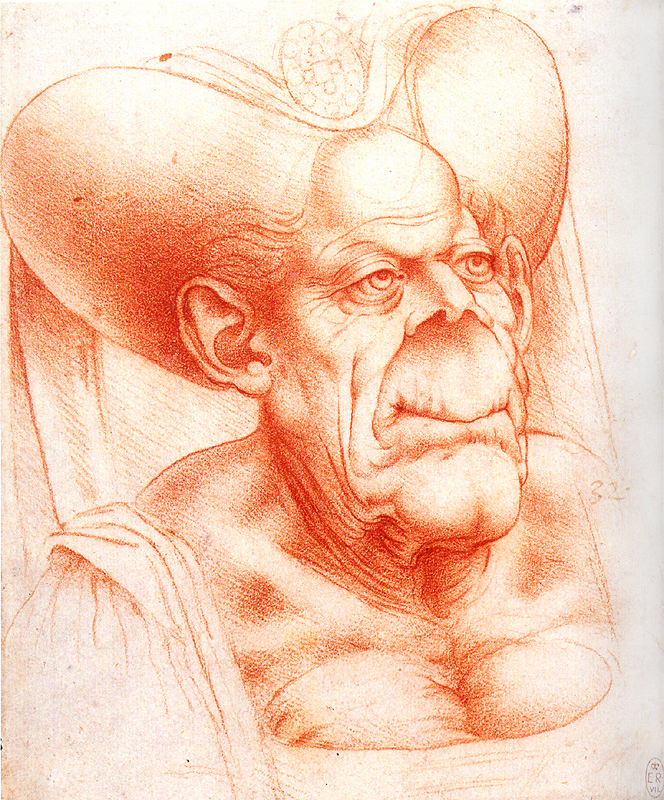
رأس بشع بواسطة ليوناردو دافنشي، طباشير أحمر على ورق.

في عام 1490 ، ابتكر رسام عصر النهضة ليوناردو دافنشي سلسلة من الرسومات التي أطلق عليها «رُؤُوسٌ بشعة». تم تضمين في تلك السلسلة رسمًا بدا مشابهًا بشكل ملحوظ لدوقة ماتسيس القبيحة. مع تاريخ الإنشاء المبكر، كان هناك بعض الجدل حول من هو المبدع الأصلي. من المعروف أن ماتسيس ودافنشي تبادلا العمل المشترك خلال مسيرتهما المهنية. عندما اكتملت الدوقة، أرجع الكثيرون تأثيرها إلى عمل دافنشي لأنه كان لديه بالفعل مجموعة من رؤوس الرسوم الكاريكاتورية. ومع ذلك، عند النظر في الرسم السفلي والرسومات الأولية أسفل الطلاء، يعتقد العلماء الآن أن ماتسيس قد أنشأ الدوقة قبل وقت طويل من اكتمال رسوم دافنشي. النظرية الشائعة الآن هي أن ماتسيس أرسل إلى دافنشي رسمًا تخطيطيًا مبكرًا ألهم الفنان الإيطالي بعد ذلك لنسخ الشكل المبالغ فيه لسمات المرأة البشعة. 

### رسمجون تينيلفيمغامرات أليس في بلاد العجائب

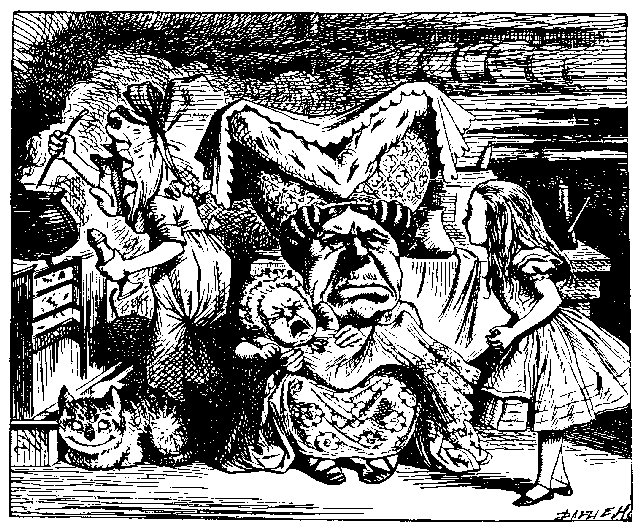
رسم جون تينيل للدوقة من كتاب مغامرات أليس في بلاد العجائب ، 1865.

يعتقد العديد من الخبراء اليوم أن ماتسيس قد الهم رسم جون تينيل للدوقة في مغامرات أليس في بلاد العجائب. لم يصف المؤلف لويس كارول صراحة وجه الدوقة في كتابه. وصف كارول الشخصية في الفصل التاسع، قائلة: "لم تكن أليس تحب أن تظل قريبة جدًا منها: أولاً، لأن الدوقة كانت قبيحة جدًا؛ وثانيًا، لأنها كانت بالضبط الارتفاع المناسب لإراحة ذقنها على كتف أليس، كان ذقنًا حادًا بشكل غير مريح. " هناك اختلافات، خفف تينيل بعض القسوة الموجودة في رسم ماتسيس للدوقة. بحيث تتميز دوقة تينيل بغطاء رأس سفلي، ويتم إخفاء الأذنين الكبيرتين والرقبة المصنوعة من الجلد والثديين البارزين في اللوحة الأصلية. يقدم تينيل امرأة قبيحة، لكنها ليست امرأة مخيفة. سوف تزعج الأطفال، مثل الطفل الذي تحمله في الرسم التوضيحي، لكنها لن تخيفهم مثل سلفها.

## تاريخ
أكتمل العمل في عام 1513. في عام 1920 ظهرت أللوحة في مزاد بمدينة نيويورك.  في وقت لاحق، في عام 1947 ، تركت جيني بليكر زوجة جامع التحف هيو بليكر اللوحة للمعرض الوطني في لندن حيث لا تزال هناك حتى اليوم. 

## الرسام

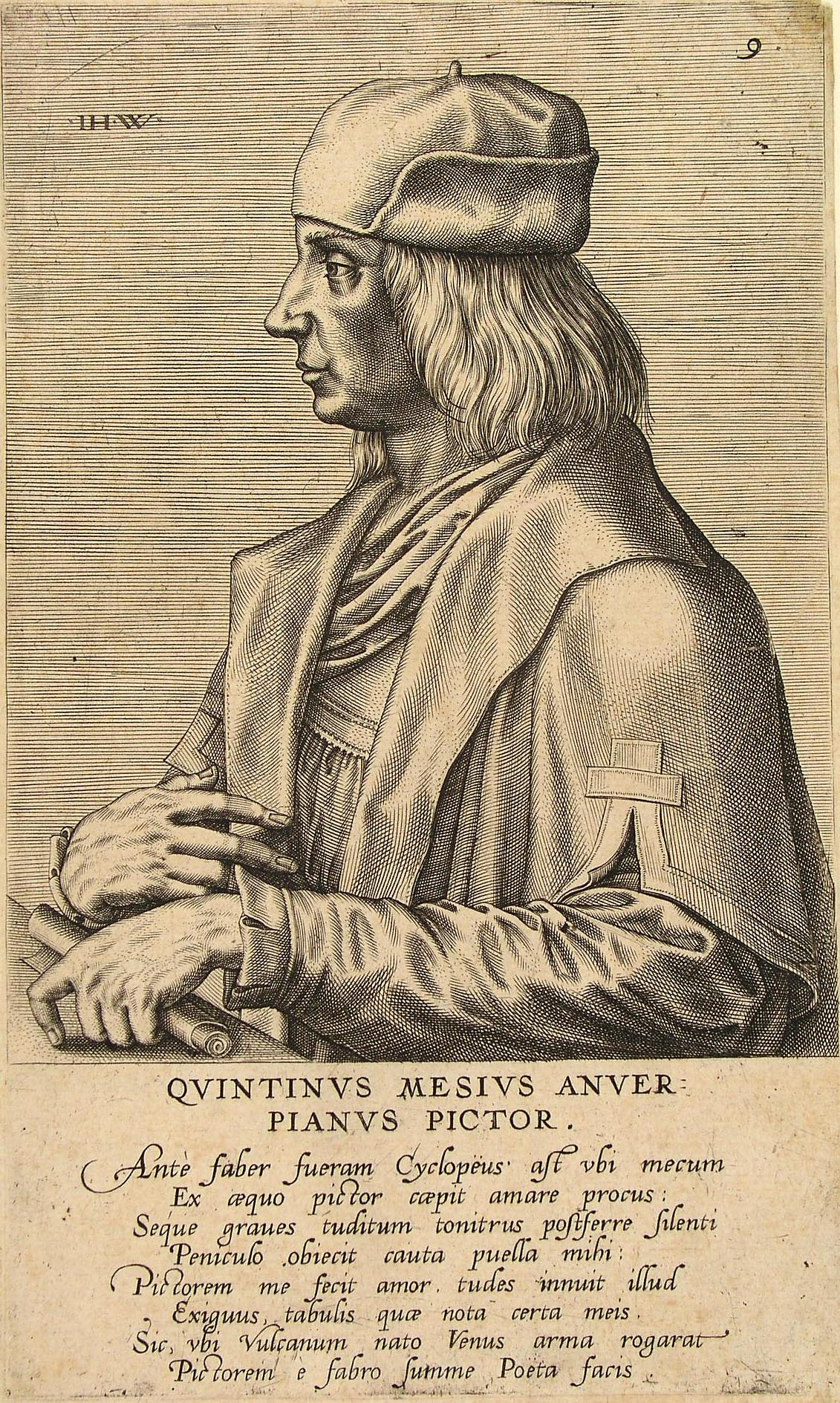
كوينتين ماتسيس

كوينتين ماتسيس  رسامًا فلمنكيًا من فناني فنرة الرسم الهولندي المبكر. ولد في لوفين سنة 1466. وهناك تقليد يزعم أنه تم تدريبه على الحدادة قبل أن يصبح رسامًا. كان ماتسيس نشطًا في أنتويرب لأكثر من 20 عامًا، حيث ابتكر العديد من الأعمال ذات الجذور الدينية والميول الساخرة. يعتبر مؤسس مدرسة أنتويرب للرسم، التي أصبحت المدرسة الرائدة للرسم في فلاندرز في القرن السادس عشر. قدم تقنيات وزخارف جديدة بالإضافة إلى مواضيع الوعظ دون أن يخالف التقليد المتبع تمامًا.